# Daniel Llorente Federico
Daniel Llorente Federico (Valladolid, 10 de abril de 1883 - 27 de febrero de 1971) Doctor y Obispo de Segovia. Padre conciliar en el Concilio Vaticano II.

## Biografía
Nació en Valladolid, fue ordenado presbítero en 1906 y nombrado obispo auxiliar de Burgos el 12 de mayo de 1942. Fue consagrado por el nuncio apostólico en España Gaetano Cicognani como obispo titular de Dafnusia el 24 de mayo del mismo año. Nombrado obispo de Segovia el 9 de diciembre de 1944 renunció a la cátedra el 11 de diciembre de 1969. Recibió el obispado titular de Oca.
En 1958 fue nombrado académico de la Real Academia de Bellas Artes de la Purísima Concepción de Valladolid.
Sus restos descansan en la Catedral de Segovia en el pasillo que va del altar mayor al coro.